# Kents Hill, Monkston and Brinklow
Cet article possède un paronyme, voir Brinklow (homonymie).
Kents Hill, Monkston and Brinklow est une paroisse civile du Buckinghamshire, en Angleterre.